# 添牛內站

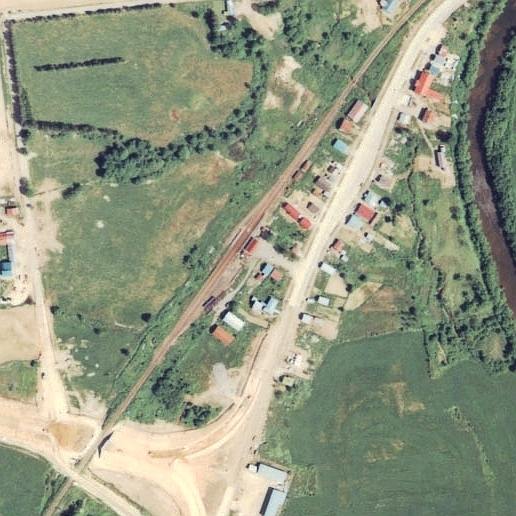
1977年的添牛內站與方圓約500米範圍。右上方是朱鞠內方向。當時設有2面2線的相對式月台，車站大樓旁邊和後方設有引込線。

添牛內站（日语：／ Soeushinai eki */?）是位於北海道雨龍郡幌加內町字添牛內，北海道旅客鐵道（JR北海道）的深名線車站（廢站）。隨著深名線廢線，車站在1995年（平成7年）9月4日廢除。

## 歷史
- 1931年（昭和6年）
  - 9月15日 - 鐵道省雨龍線幌加內至此站之間開通，此站啟用[1]。當時設有一般車站。
  - 10月10日 - 改線改名為幌加內線，成為幌加內線車站。
- 1932年（昭和7年）10月25日 - 此站至朱鞠內站之間開通，成為中途車站。
- 1941年（昭和16年）10月10日 - 改線改名為深名線，成為深名線車站。
- 1949年（昭和24年）6月1日 - 日本國有鐵道成立，成為日本國有鐵道車站。
- 1982年（昭和57年）3月30日 - 結束處理貨物和行李，同時成為無人車站（簡易委託化）。
- 1987年（昭和62年）4月1日 - 伴隨國鐵分割民營化，車站由北海道旅客鐵道（JR北海道）營運。
- 1995年（平成7年）9月4日 - 深名線全線廢除，此站也廢除。

## 車站構造
截至車站廢除前，車站是一座地面車站，設有1面1線的單式月台。月台位於路軌東邊（名寄方向的列車會開啟右邊車門）。站內沒有轉轍器。曾經設有2面2線的相對式月台，當時可進行列車交會。截至1983年（昭和58年），對面月台的路軌在廢除交會設備後，變成一條側線，兩方向仍然設有轉轍器（月台本體改經撤走）。此外，在側線靠近名寄一方設有短側線向深川一方延伸。此外，本線靠近深川一方設有分支側線前往車站大樓南邊。後來，側線在1993年（平成5年）前撤走，月台前後的路軌均設有彎位，這是分支留下來的走線。
此站是無人車站，在有人車站時代還有車站大樓。車站大樓位於站內東邊，鄰接月台北邊。
在貨運列車行走的時代，當時站內會運送木材、澱粉和雜穀離開車站。因此車站範圍較大，在夏天站內開滿了魯冰花。

## 站名的由來
車站名稱取自所在地名。地名源自阿伊努語的「ソウシナイ（so-us-nay）」，其意思是瀑布、有、河流。根據推測，車站西邊的霧立峠附近的河流處設有瀑布。

## 使用狀況
- 在1981年度（昭和56年度），1日的上下車人次為20人[3]。
- 在1992年度（平成4年度），1日的上下車人次為2人[2]。

## 車站周邊
- 國道239號（日语：国道239号）（觀月國道/霧立國道）
- 國道275號（空知國道/美深國道）
- 雨龍川[5]
- 相雲内岳 - 車站西北。高拔608米[5]。
- 士別峠 - 車站東邊[5]。
- 霧立峠 - 車站西邊[5]。
- JR北海道巴士深名線（日语：深名線 (ジェイ・アール北海道バス)）「添牛內郵局前」巴士站

## 現況
在廢線後，當地居民取得車站大樓，變成一座倉庫。在冬季，當地志願人士會除雪。截至2011年（平成23年），屋頂已經重新塗裝。同年夏天，月台上長滿了雜草，鐵路標籤還存在。
在2017年（平成29年）前，車站遺址很少使用。在同年7月，車站大樓正面的站名牌重現。
在2021年（令和3年），由於車站大樓老化，因此預定進行復修工程。

## 相鄰車站
北海道旅客鐵道（JR北海道）
深名線
新富－添牛內－共榮
曾經此站與政和站之間曾經設有新富站（車站在1990年（平成2年）9月1日廢除）。
曾經此站與共榮站（當時為臨時乘降場）之間曾經設有大曲臨時乘降場（臨時乘降場在1976年（昭和51年）2月1日廢除）。

## 注腳
1. ↑  《官報》 1931年09月03日 鉄道省告示第224号 （页面存档备份，存于）（日語）（國立國會圖書館）
2. 1 2 3 4 5 6 7  書籍《JR・私鉄全線各駅停車1 北海道630駅》（小學館，1993年6月發行）76-77頁。
3. 1 2 3 4  書籍《国鉄全線各駅停車1 北海道690駅》（小學館，1983年7月發行）205頁。
4. ↑   (PDF). アイヌ語地名リスト. 北海道 環境生活部 アイヌ政策推進室. 2007  [2017-10-20]. （原始内容存档 (PDF)于2018-04-17） （日语）.
5. 1 2 3 4  書籍《北海道道路地図 改訂版》（地勢堂，1980年3月發行）15頁。
6. ↑  書籍《鉄道廃線跡を歩くVII》（JTB出版，2000年1月發行）35-36頁。
7. ↑  書籍《新 鉄道廃線跡を歩く1 北海道・北東北編》（JTB出版，2010年4月發行）41-43頁。
8. 1 2 3  . 北海道新聞. 2017-07-13  [2020-07-23]. （原始内容存档于2017-07-13） （日语）.
9. 1 2  書籍《北海道の鉄道廃線跡》（著：本久公洋，北海道新聞社，2011年9月發行）178-179頁。
10. ↑  . 深名線　旧添牛内駅舎.   [2020-10-13]. （原始内容存档于2020-10-13） （日语）.